# Antonín Janda
Pour les articles homonymes, voir Janda.
Antonín Janda, né le 21 septembre 1892 et mort le 21 janvier 1960, est un footballeur international tchécoslovaque, évoluant au poste d'attaquant durant les années 1920.

## Biographie
De 1920 à 1923, Antonín Janda joue avec l'AC Sparta Prague et remporte à quatre reprises le championnat de Bohême de football.
Durant cette même période, il participe à dix matchs avec la sélection tchécoslovaque et inscrit douze buts.
Lors des Jeux olympiques de 1920, il joue 4 matchs. Lors du tournoi olympique organisé en  Belgique, il inscrit 3 buts contre la Yougoslavie, puis à nouveau 3 buts contre la Norvège.

## Palmarès
- Championnat de Bohême de football : 
  - Champion en 1920, 1921, 1922 et 1923 avec l'AC Sparta Prague
- Jeux interalliés: 1919 (et auteur du premier but de son équipe[7].)
- Jeux olympiques : 
  - Finaliste en 1920 (disqualifié), avec la sélection tchécoslovaque (mais auteur de six buts durant le tournoi, derrière le suédois Karlsson à sept)